# Monomma immaculatum
Monomma immaculatum es una especie de coleóptero de la familia Monommatidae. Presenta las siguientes subespecies: Monomma immaculatum immaculatum y Monomma immaculatum nonfoveolatum.

## Distribución geográfica
Habita en Madagascar.